# Meggyeskovácsi
Meggyeskovácsi is een plaats (község) en gemeente in het Hongaarse comitaat Vas. Meggyeskovácsi telt 779 inwoners (2001).